# Parathelphusa pantherina
Il granchio pantera (Parathelphusa pantherina), è una varietà di granchio d'acqua dolce proveniente dall'Indonesia, ed appartenente alla famiglia dei Gecarcinucidae.
Il nome scientifico, Parathelphusa pantherina, fu pubblicato per la prima volta nel 1902 da Schenkel. La specie è classificata come in pericolo dalla lista rossa IUCN, a causa del progressivo degrado del loro habitat dovuto all'estrazione di nichel dalle rive dei laghi dove vivono, che ha un impatto negativo sulla qualità dell'acqua.
La specie è abbastanza diffusa nel mercato degli acquariofili.

## Distribuzione e habitat
Il granchio pantera vive sull'isola indonesiana di Sulawesi, in particolare nel lago Matano (in indonesiano: Danau Matano) e nelle aree a sud di esso. È una delle cinque specie autoctone di granchio d'acqua dolce presenti nel lago, ma è l'unica a vivere esclusivamente sull'isola. Spesso, si possono trovare nascosti sotto radici e tronchi e solo in ambienti con acqua dolce. Il pH ideale per il granchio è di circa 7,4 (tipico, appunto, del lago Matano) ed a temperature tra i 27 e i 31 °C (80–88 gradi Fahrenheit circa).

## Alimentazione
Onnivoro, il granchio pantera si ciba di insetti, larve, lombrichi, piccoli pesci ed avannotti e di materiale vegetale come alghe e muschi.
In cattività può essere alimentato con frutta, pane, lumache, limacce, vermi, pesci ed insetti, inoltre, per mantenerlo in salute è bene fargli consumare fonti di calcio (carbonato di calcio oppure ossi di seppia).

## Descrizione
La colorazione naturale del corpo del granchio pantera va dal giallo all'arancio chiaro, con macchie rosso scuro che si estendono dal carapace alle chele. Spesso le zampe hanno colorazione rossa sulle punte, ma possono anche non presentare alcuna colorazione rossa.

### Dimorfismo sessuale
Le femmine sono più piccola e presentano nella parte inferiore del corpo una specie di lembo, una piega simile ad un 'grembiule', largo e arrotondato; i maschi ha un'analoga struttura ma più stretta e appuntita.

### Riproduzione
La riproduzione avviene in acqua dolce. Le femmine portano le uova e le larve sotto l'addome fino al rilascio, che avviene quando il carapace delle larve è abbastanza sviluppato.